# دولياني (كونييتش)
دولياني (بالسيريلية Дољани) هي قرية في البوسنة والهرسك. وهي تقع في بلدية كونييتش التابعة لكانتون الهرسك-نيريتفا في اتحاد البوسنة والهرسك. طبقا لنتائج تعداد البوسنة عام 2013 فقد كان عدد سكانها 29 نسمة.

## التاريخ
تقع على أراضي القرية مقبرة مدرجة على قائمة الآثار الوطنية للبوسنة والهرسك.

## التركيبة السكانية

### التطور التاريخي للسكان
| 1961 | 1971 | 1981 | 1991 | 2013 |
| ---- | ---- | ---- | ---- | ---- |
| 147  | 135  | 124  | 85   | 29   |

### توزيع السكان حسب الجنسية (1991)
في عام 1991 كان عدد سكان القرية 85 نسمة وكلهم من المسلمين (البوشناق).

## وصلات خارجية
- Maplandia (بالإنجليزية)